# Morti nel 1656
| Questa pagina contiene informazioni ricavate automaticamente dalle voci biografiche con l'ausilio del template Bio e di un bot. L'aggiornamento è periodico e automatico e ricostruisce completamente la pagina. Se manca una persona in questa lista, sei pregato di non aggiungerla, ma accertati piuttosto che la sua voce biografica contenga il template Bio e che i dati anagrafici siano correttamente compilati. Se il template Bio manca, inseriscilo tu stesso o, in alternativa, metti l'avviso {{tmp\|Bio}} che ne segnala la mancanza. Se i dati riportati sono sbagliati, correggi direttamente la voce biografica; le modifiche saranno visibili in questa lista entro pochi giorni. Per chiarimenti vedi il progetto biografie. La lista contiene solo le 115 persone che sono citate nell'enciclopedia e per le quali è stato implementato correttamente il template Bio. Pagina aggiornata al 10 apr 2025. |

## Gennaio(7)
- 10 gennaio - Orazio Fidani, pittore italiano (n. 1606)
- 16 gennaio - Roberto de Nobili, gesuita e missionario italiano (n. 1577)
- 18 gennaio - Augusto di Sassonia-Lauenburg, nobile (n. 1577)
- 22 gennaio - Tommaso Francesco di Savoia, principe italiano (n. 1596)
- 26 gennaio - Nicolas Chaperon, pittore e incisore francese (n. 1612)
- 30 gennaio - Teodoro Ameyden, avvocato, poeta e storico fiammingo (n. 1586)
- 30 gennaio - Pierdonato Cesi, cardinale italiano (n. 1583)

## Febbraio(4)
- 16 febbraio - Marco Gradenigo, patriarca cattolico italiano (n. 1589)
- 25 febbraio - Enrichetta Caterina di Joyeuse, nobile francese (n. 1585)
- 26 febbraio - Valdemaro Cristiano di Schleswig-Holstein, conte danese (n. 1622)
- 27 febbraio - Meleki Hatun, ottomana

## Marzo(5)
- 6 marzo - Bernardo Morando, poeta e romanziere italiano (n. 1589)
- 6 marzo - Carlo Giuseppe Orrigoni, poeta e scrittore italiano (n. 1595)
- 9 marzo - Giovanni Francesco Serra, II marchese di Strevi, nobile e militare italiano (n. 1609)
- 19 marzo - Georgius Calixtus, teologo tedesco (n. 1586)
- 21 marzo - James Ussher, arcivescovo anglicano irlandese (n. 1581)

## Aprile(9)
- 4 aprile - Angelo Maria Ciria, arcivescovo cattolico italiano (n. 1610)
- 16 aprile - Pavel di Kolomna, vescovo ortodosso russo
- 20 aprile - Marco VI di Alessandria, arcivescovo cristiano orientale egiziano
- 24 aprile - Francesco Cherubini, cardinale e vescovo cattolico italiano (n. 1585)
- 24 aprile - Thomas Fincke, matematico e fisico danese (n. 1561)
- 25 aprile - Abaza Siyavush Pascià I, politico e militare ottomano
- 27 aprile - Jan van Goyen, pittore olandese (n. 1596)
- 27 aprile - Gerard van Honthorst, pittore olandese (n. 1592)
- 29 aprile - Baccio del Bianco, pittore, architetto e scenografo italiano (n. 1604)

## Maggio(7)
- 1º maggio - Domenico Cecchini, cardinale italiano (n. 1589)
- 1º maggio - Carlo Contarini, doge (n. 1580)
- 10 maggio - Andrea Calcese, attore teatrale italiano (n. 1595)
- 17 maggio - Dirck Hals, pittore e disegnatore olandese (n. 1591)
- 19 maggio - Giorgio Luigi di Nassau-Dillenburg, nobile tedesco (n. 1618)
- 22 maggio - Domenico Pieratti, scultore italiano (n. 1600)
- 24 maggio - Paolo Giordano II Orsini, sovrano italiano (n. 1591)

## Giugno(3)
- 5 giugno - Francesco Corner, doge (n. 1585)
- 9 giugno - Thomas Tomkins, compositore inglese (n. 1572)
- 26 giugno - Lorenzo Marcello, ammiraglio e politico italiano (n. 1603)

## Luglio(7)
- 2 luglio - François-Marie de Broglie, nobile e militare italiano (n. 1611)
- 7 luglio - Michelangelo Rossi, compositore, violinista e organista italiano
- 12 luglio - Gian Giacomo Barbelli, pittore italiano (n. 1604)
- 12 luglio - Marco Aurelio Severino, medico italiano (n. 1580)
- 13 luglio - Maria Apollonia di Savoia, religiosa italiana (n. 1594)
- 23 luglio - Giovanni Battista Lancellotti, vescovo cattolico italiano (n. 1575)
- 29 luglio - Andrea Falconieri, musicista, cantante e compositore italiano

## Agosto(3)
- 3 agosto - Teodoro Trivulzio, cardinale italiano (n. 1597)
- 8 agosto - Salomon Koninck, pittore e incisore olandese (n. 1609)
- 11 agosto - Ottavio Piccolomini, nobile e militare italiano (n. 1599)

## Settembre(7)
- 8 settembre - Joseph Hall, vescovo anglicano, poeta e scrittore britannico (n. 1574)
- 12 settembre - Erasmo di Bartolo, compositore italiano (n. 1606)
- 12 settembre - Philip Stanhope, I conte di Chesterfield, nobile inglese (n. 1584)
- 19 settembre - Francisco López de Zúñiga, generale spagnolo (n. 1599)
- 21 settembre - Richard Capel, religioso inglese (n. 1586)
- 22 settembre - Cristiano II di Anhalt-Bernburg, letterato tedesco (n. 1599)
- 30 settembre - Nicolò Crasso, giurista e poeta italiano (n. 1585)

## Ottobre(8)
- 8 ottobre - Giovanni Giorgio I di Sassonia, principe (n. 1585)
- 14 ottobre - Pierfrancesco Scarampi, religioso italiano (n. 1596)
- 16 ottobre - Johannes van Bronckhorst, pittore olandese (n. 1627)
- 21 ottobre - Luigi La Nuza, presbitero e missionario italiano (n. 1591)
- 22 ottobre - Pietro Paolo de' Medici, vescovo cattolico italiano
- 27 ottobre - Iacopo Bonavita, scultore e intagliatore italiano
- 27 ottobre - Si Suthammaracha, sovrano siamese
- 30 ottobre - Ferruccio Baffa Trasci, vescovo cattolico, teologo e filosofo italiano (n. 1590)

## Novembre(3)
- 6 novembre - Giovanni IV del Portogallo, nobile portoghese (n. 1604)
- 12 novembre - Albrycht Radziwiłł, nobile e politico polacco (n. 1595)
- 29 novembre - Thomas Mytton, politico e generale inglese

## Dicembre(6)
- 2 dicembre - Alessandro dal Borro, condottiero italiano (n. 1600)
- 4 dicembre - Luigi Grimani, vescovo cattolico italiano
- 20 dicembre - David Beck, pittore olandese (n. 1621)
- 23 dicembre - Youhanna Bawab, patriarca cattolico libanese
- 28 dicembre - Laurent de La Hyre, pittore francese (n. 1606)
- 29 dicembre - Girolama Mazzarini, nobile italiana (n. 1614)

## Senza giorno specificato(46)
- Guido Ubaldo Abbatini, pittore italiano
- Francesco Barbarano de' Mironi, religioso e storico italiano (n. 1596)
- Jacopo Barbello, pittore italiano (n. 1590)
- Agostino Beltrano, pittore italiano (n. 1607)
- Paolo Emilio Besenzi, pittore, scultore e architetto italiano (n. 1608)
- Andrea Bolgi, scultore italiano (n. 1606)
- Giovanni Camillo Cacace, giurista italiano
- Lucio Camarra, storico italiano (n. 1596)
- Remigio Cantagallina, incisore e pittore italiano
- Felice Casati, monaco cristiano italiano (n. 1581)
- Bernardo Cavallino, pittore italiano (n. 1616)
- Chai, sovrano siamese (n. 1622)
- Onofrio De Lione, pittore italiano (n. 1608)
- Pacecco De Rosa, pittore italiano (n. 1607)
- Juan Do, pittore spagnolo (n. 1601)
- Eleazar di Anzersk, monaco cristiano russo
- Aniello Falcone, pittore e artista italiano (n. 1607)
- Francesco Fontana, astronomo e avvocato italiano
- Francesco Fracanzano, pittore italiano (n. 1612)
- Thomas Gage, religioso britannico
- Onofrio Antonio Gisolfi, ingegnere e architetto italiano
- Palmerio Grasso, scultore e intagliatore italiano
- Johan van Heemskerk, poeta e avvocato olandese (n. 1597)
- William Howe, naturalista britannico (n. 1620)
- Jalangtuš Bahadur, condottiero uzbeko (n. 1576)
- Petrus Lucius, tipografo tedesco (n. 1590)
- Raffaello Magiotti, scienziato italiano (n. 1597)
- Girolamo Marulli, italiana (n. 1580)
- Martino Megale, vescovo cattolico italiano
- Pieter Neefs I, pittore e disegnatore fiammingo
- Alfonso Parigi il Giovane, architetto italiano (n. 1606)
- Giovanni De Gregorio, pittore italiano
- Prasat Thong, sovrano siamese (n. 1600)
- Giovanni Antonio Rocca, matematico italiano (n. 1607)
- Giovanni Battista Seni, astrologo italiano (n. 1600)
- Shimun XI
- Benedikt Sőlőši, poeta e gesuita slovacco (n. 1609)
- Massimo Stanzione, pittore italiano (n. 1585)
- Harmen Steenwijck, pittore olandese (n. 1612)
- Agazio Stoia, architetto e gesuita italiano (n. 1592)
- Felice Tamburelli, vescovo cattolico italiano (n. 1590)
- Francesco Turini, compositore italiano
- Antoine de Ville, ingegnere militare francese (n. 1596)
- Stefan Vonifat'ev, religioso russo
- Edmund Wingate, matematico e giurista britannico (n. 1596)
- Serafino della Salandra, poeta italiano (n. 1595)